# Vjekoslava
Vjekoslava je žensko osebno ime.

## Izvor imena
Ime Vjekoslava je različica ženskega osebnega imena Vekoslava.

## Pogostost imena
Po podatkih Statističnega urada Republike Slovenije je bilo na dan 31. decembra 2007 v Sloveniji število ženskih oseb z imenom Vjekoslava: 55.

## Osebni praznik
V koledarju je ime Vjekoslava zapisano skupaj z imenom Vekoslava.